# Irakli Mcituri
Irakli Mcituri (grúz nyelven: ირაკლი მწითური) (1995. augusztus 13. –) grúz szabadfogású birkózó. A 2019-es birkózó-világbajnokságon bronzérmet szerzett 92 kg-os súlycsoportban, szabadfogásban. A 2019-es birkózó Európa-bajnokságon 92 kg-os súlycsoportban, szabadfogásban bronzérmet szerzett.

## Sportpályafutása
A 2019-es birkózó-világbajnokságon a 92 kg-osok súlycsoportjában megrendezett bronzmérkőzés során a kazah Nurgali Nurgaipuly volt ellenfele, akit 2–1-re legyőzött.